# لو كينوا
لو كينوا (بالفرنسيَّة: Le Quesnoy، وتُلفظ: [lə kenwa]) هي بلدية وبلدة صغيرة تقع شرقي إقليم نور في شمال فرنسا. كانت تشكل جزءًا من مقاطعة إينو الفرنسيَّة التاريخيَّة. تشتهر البلدة بتحصيناتها التي يرجع تاريخها إلى القرن السادس عشر والسابع عشر والثامن عشر. كانت كينوا تحتضن عددًا كبيرًا من مصانع الأحذية قبل أواخر أربعينيات القرن العشرين، ومن ثم أصبح فيها مصنع للكيماويات ومصنع آخر للألبان، وهو ما أدى إلى نمو القطاع السياحي والمتاجر المحليَّة وتردد الناس على سوقها الأسبوعيّ والتنقل إلى بلدات أخرى مثل فالنسيان.

## بلدات توأمة – مدن شقيقة
ترتبط لو كينوا باتفاقات توأمة مع كل من:
- راتينغن، ألمانيا
- مورلوي، بلجيكا
- ديج، رومانيا
- كامبريدج، نيوزيلندا

## وصلات خارجية
- الموقع الرسمي
 (بالفرنسية)